# Maria Murayama
Maria Murayama (ur. 1589; zm. 10 września 1622 na wzgórzu Nishizaka w Nagasaki w Japonii) – błogosławiona Kościoła katolickiego, japońska męczennica, ofiara prześladowań antykatolickich w Japonii.

## Życiorys
Maria Murayama była krewną gubernatora Nagasaki, a jej mężem był Andrzej Murayama Tokuan syn wysokiego urzędnika rządowego w Nagasaki. Należała do Bractwa Różańcowego.
W Japonii w okresie Edo (XVII w.) doszło do prześladowań chrześcijan.
Za udzielanie schronienia katolickiemu misjonarzowi Franciszkowi Morales Sedeño aresztowano jej męża 15 marca 1619 r. i skonfiskowano cały majątek. Andrzeja Murayama Tokuan stracono w listopadzie 1619 r.
Marię Murayama ścięto z powodu wiary 10 września 1622 na wzgórzu Nishizaka w Nagasaki razem z wieloma innymi chrześcijanami.
Została beatyfikowana razem z mężem w grupie 205 męczenników japońskich przez Piusa IX w dniu 7 lipca 1867 (dokument datowany jest 7 maja 1867).
Dniem jej wspomnienia jest 10 września (w grupie 205 męczenników japońskich).